# Madame de …
Madame de … ist ein französisch-italienisches Filmdrama von Max Ophüls aus dem Jahr 1953. Das Buch ist eine Adaption der gleichnamigen Novelle von Louise de Vilmorin. Alternativtitel ist Madame de … – Die Liebe ihres Lebens.

## Handlung
Um ihre Schulden zu tilgen, verkauft Comtesse Louise ein Paar Ohrringe, ein Hochzeitsgeschenk ihres Mannes, Général André. Ihrem Gatten gegenüber behauptet sie, die Ohrringe verloren zu haben. Nachdem ihr Mann durch den Juwelier Rémy die Wahrheit erfahren hat, kauft er sie zurück und schenkt sie seiner Geliebten Lola, die nach Konstantinopel aufbricht. Dort verkauft Lola die Ohrringe nach einer Pechsträhne beim Glücksspiel, um weiter spielen zu können. Der italienische Diplomat Baron Fabrizio Donati ersteht die Ohrringe und schenkt sie Louise, mit der er eine Affäre eingeht. Als ihr Mann davon erfährt, erstattet er dem Baron die Ohrringe, unterbindet die Beziehung und zwingt seine Frau, die Schmuckstücke zu verschenken. Als diese erneut zum Verkauf angeboten werden, kauft Louise sie zurück und versteckt sie vor ihrem Mann. Da André bemerkt, dass Louise noch immer in Fabrizio verliebt ist, fordert er diesen unter einem Vorwand zu einem Duell heraus. Louise, die durch den Verlauf der Ereignisse sichtbar mitgenommen ist, weiß, dass ihr Mann der bessere Schütze ist, spendet die Ohrringe der Kirche und betet dort um einen guten Ausgang des Duells. Auf dem Weg zum Duell bricht Louise, nachdem sie einen Schuss gehört hat und kein zweiter folgt, zusammen.

## Kritiken
Lexikon des internationalen Films: Dreiecks-Tragödie aus dem morbiden Aristokratenmilieu der versunkenen Epoche der Jahrhundertwende. Mit diskreter Eleganz und psychologischer Delikatesse geformt, meisterlich gespielt und fotografiert.
Die behutsam, aber ruhelos gleitende Kamera fügt abtastend peinlich sorgfältig Detail zu Detail. Jedes Bild spricht. Ein Meisterstück delikater Regie, kunstvoller Photographie (Christian Matras), guter Musik (letzte Kompositionen von Oskar Strauß [sic!]). Bewundernswert der Rhythmus von Bild und Ton. Betörend und makellos im Spiel die drei Hauptfiguren.

## Auszeichnungen
- 1955: Oscar-Nominierung für das beste Kostümdesign an Georges Annenkov und Rosine Delamare